# 모함메드 알브레이크
모함메드 이브라힘 모함메드 알브레이크(아랍어: محمد إبراهيم محمد البريك, Mohammed Ibrahim Mohammed Al-Breik, 1992년 9월 15일 ~ )는 사우디아라비아의 축구 선수이다. 현재 네옴에서 활약하고 있으며, 포지션은 수비수이다.